# Давка на горе Мерон
Давка на горе Мерон 30 апреля 2021 года — массовая давка на горе Мерон в Израиле, произошедшая 30 апреля 2021 года (около часа ночи), в результате которой погибли 45 человек и десятки были тяжело ранены.

## Предыстория
Традиционное ежегодное паломничество на могилу Шимона бар Иохая на горе Мерон происходит во время праздника Лаг ба-Омер. В 2020 году власти Израиля ограничили паломничество в связи с началом пандемии COVID-19. В 2021 году кабинет министров всё же разрешил паломничество на могилу Шимона бар Иохая на горе Мерон, ограничив число участников церемонии до тысячи человек, что стало итогом договорённости официальных кругов с религиозными (в том числе, в части вакцинации участников). Договорённости не были соблюдены и паломничество стало самым многолюдным событием в Израиле с начала пандемии.

## Давка
По оценке организаторов, всего на подходах к горе в ночь на 30 апреля собралось не менее 100 000 человек, в основном евреи-харедим.
Свидетели и полиция утверждают, что на узкой дороге скопилось более тысячи участников: люди стали падать на скользких ступенях и скатываться друг на друга.
По числу жертв вне военных операций давка разделила первое место в современной истории Израиля с лесными пожарами 2010 года на горе Кармель.